# Pano da costa

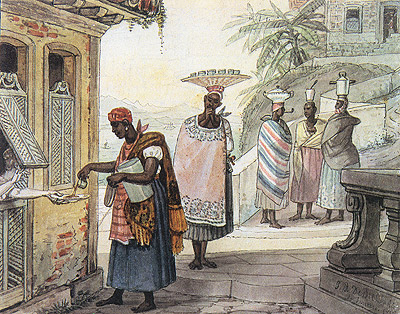
A ilustração de Debret mostra diversas "baianas" numa rua do Rio de Janeiro do século XIX. Note a variedade de panos da costa.

O pano da costa é parte integrante da indumentária de baiana característica das ruas de Salvador e do Rio de Janeiro no século XIX. Usado sobre os ombros, o pano da costa teria, como principal função, de acordo com o pesquisador Raul Lody (2003), distinguir o posicionamento feminino nas comunidades afro-brasileiras.
Geralmente retangular, o pano da costa é tradicionalmente branco ou bicolor (listrado ou em xadrez madras) podendo ser bordado ou com aplicações em rendas. O nome pode ter derivado de sua origem na costa da África Ocidental.
As fantasias da ala de baianas das escolas de samba frequentemente exibem panos da costa. Muitas vezes esses elementos são transfigurados para se adaptarem aos temas da roupa.